# Черемшанський сільський округ
Черемша́нський сільський округ (каз. Черемшанка ауылдық округі, рос. Черемшанский сельский округ) — адміністративна одиниця у складі Глибоківського району Східноказахстанської області Казахстану. Адміністративний центр та єдиний населений пункт — село Черемшанка.
Населення — 2412 осіб (2021; 3328 у 2009, 4068 у 1999, 4283 у 1989).
Станом на 1989 рік існувала Черемшанська сільська рада (села Орловка, Черемшанка). Село Орловка було ліквідовано 2009 року.

## Склад
До складу округу входять такі населені пункти:
| Населений пункт  | Старі назви | Населення, осіб (1989) | Населення, осіб (1999) | Населення, осіб (2009) | Населення, осіб (2021) |
| ---------------- | ----------- | ---------------------- | ---------------------- | ---------------------- | ---------------------- |
| Орловка, село    | -           | 175                    | 135                    | 28                     | -                      |
| Черемшанка, село | -           | 4108                   | 3933                   | 3300                   | 2412                   |